# Tyninghame
Tyninghame est un village de l'East Lothian, en Écosse. Il est situé près du littoral du Firth of Forth, à une dizaine de kilomètres à l'ouest de Dunbar et à une douzaine de kilomètres au nord-est de Haddington.

## Histoire
Au VIIIe siècle, la région de Tyninghame est évangélisée par l'ermite northumbrien Baldred. L'église qui lui est dédiée est pillée par le roi viking Olaf Gothfrithson en 941.
La paroisse ecclésiastique de Tyninghame est fusionnée avec celle de Whitekirk (en) en 1761.

## Culture locale et patrimoine
Le village abrite le manoir de Tyninghame House, reconstruit au début du XIXe siècle par l'architecte William Burn pour le compte de Thomas Hamilton, 9e comte de Haddington. C'est un monument classé de catégorie A depuis 1971.